# Brada pluribranchiata
Brada pluribranchiata är en ringmaskart som först beskrevs av Moore 1923.  Brada pluribranchiata ingår i släktet Brada och familjen Flabelligeridae. Inga underarter finns listade i Catalogue of Life.